# Pedro de Zayas
Pedro de Zayas (Úbeda, ¿?-Málaga, 1649) fue un escultor castellano del siglo xvii, que inició la saga o dinastía de artistas de Zayas. Entre sus miembros figuran Luis, pintor y decorador malacitano; Miguel (1661-1729) y José (¿?-1767), ambos escultores.

## Biografía
Pedro de Zayas llegó de su ciudad natal, Úbeda, a Málaga, ciudad donde estuvo activo entre 1639 y 1649.

## Obras
- Una Virgen para la Cofradía de la Santa Vera Cruz de Coín (1641)[3]
- El Crucificado de la Cofradía de Ánimas de Ciegos (Reales Cofradías Fusionadas, Málaga, 1649),[3] aunque hay quienes sostienen que el autor de esta imagen no es Pedro de Zayas y que también la fecha es errónea, ya que después de la restauración se ha descubierto que la talla del Crucificado data de unos 70 u 80 años atrás.
- Las figuras de los evangelistas del retablo de la Capilla Mayor de la Sacra Capilla de El Salvador, en Úbeda.
- Atribuida a su gubia la cabeza de Jesús orando en el Huerto de Baeza, realizada en 1627, aunque retocada en torno a 1900.